# Italian Political Science Review
La Italian Political Science Review è una rivista accademica fondata da Giovanni Sartori nel 1971.
Promossa dal Centro studi di politica comparata di Firenze e pubblicata dalla casa editrice Il Mulino dal 1971 al 2014 con il nome di Rivista italiana di scienza politica, dal 2015 viene edita (interamente in inglese) dalla Cambridge University Press con l'attuale nome.  I contributi in essa ospitati spaziano su tutte le principali aree della scienza politica, dalla politica comparata al comportamento politico, dall'analisi delle politiche pubbliche alle relazioni internazionali, alla economia politica e sono sottoposti, prima della pubblicazione, ad un processo di valutazione anonima.

## Direzione
Sartori ne è stato il primo direttore, affiancato da Gianfranco Pasquino in qualità di caporedattore. Negli anni, Sartori è stato affiancato, con il ruolo di condirettori, da Leonardo Morlino, Maurizio Cotta, Maurizio Ferrera e dallo stesso Gianfranco Pasquino.
Nel 2004 la proprietà della rivista è stata trasferita alla Società italiana di scienza politica, che da allora ne nomina il direttore. Da allora la rivista è stata guidata da:
- Sergio Fabbrini (2004-2009);
- Luca Verzichelli (2010-2014);

- Fabio Franchino e Amie Kreppel (2015-2018);
- Filippo Tronconi e Martin Bull (2019-2022);
- Lorenzo De Sio e Sylvia Kritzinger (2023-).